# 스페셜 잉글리시
스페셜 잉글리시(Special English) 또는 러닝 잉글리시(Learning English)는 미국의 국영 방송국 보이스 오브 아메리카가 일반 방송에서 사용하는 일종의 단순화된 영어이다. 그 뉴스 프로그램은 한정된 어휘와 간단한 문법을 이용해 평소보다 느린 속도로 낭독된다. 프로그램은 인터넷을 통해 스트리밍 및 다운로드 하여 들을 수 있다. 동영상 방송도있어, 유튜브 공식 채널에서 시청할 수 있다.

## 같이 보기
- 기초 영어